# Malatiná
Malatiná (ungarisch Malatina) ist eine Gemeinde in der Nord-Mitte der Slowakei mit 819 Einwohnern (Stand 31. Dezember 2024), die im Okres Dolný Kubín innerhalb des Žilinský kraj und zugleich in der traditionellen Landschaft Orava liegt.

## Geographie

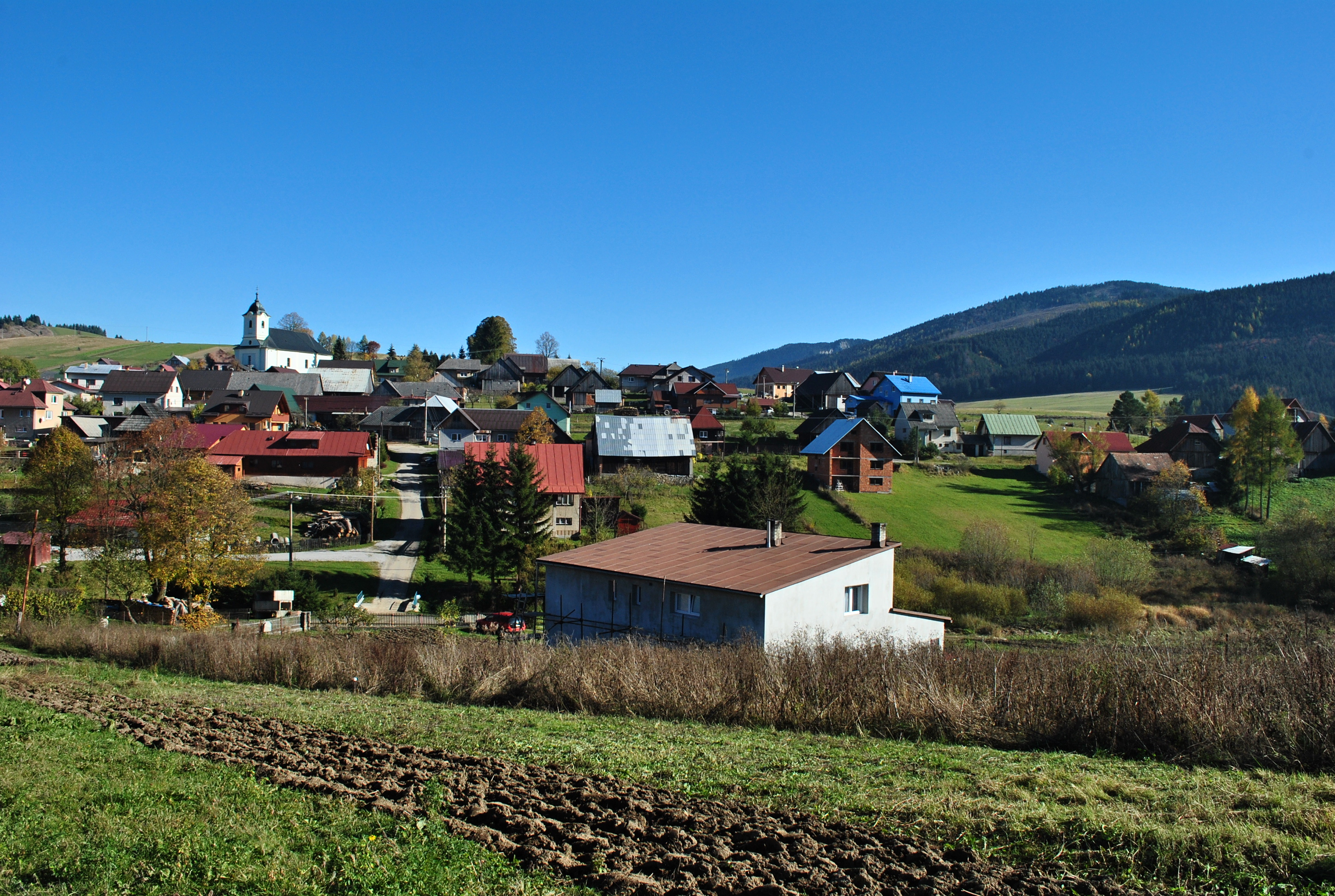
Malatiná und umliegende Landschaft

Die Gemeinde befindet sich in einem kleinen Talkessel des Baches Sestrč, zwischen dem Chočgebirge südlich und dem Bergland Oravská vrchovina nördlich des Ortes. Die Sestrč bricht durch das Chočgebirge und mündet in die Waag über den Liptauer Stausee. Das Ortszentrum liegt auf einer Höhe von 803 m n.m. und ist 14 Kilometer von Dolný Kubín entfernt.
Nachbargemeinden sind Pribiš im Norden, Chlebnice im Nordosten, Prosiek im Osten, Liptovská Anna, Liptovská Sielnica und Kaľameny im Süden, Osádka und Pokryváč im Westen sowie Pucov im Nordwesten.

## Geschichte
Malatiná entstand Anfang des 14. Jahrhunderts auf einem alten Weg zwischen den Gespanschaften Liptau und Arwa und wurde zum ersten Mal 1313 als Malocharyta schriftlich erwähnt. Ursprünglich war Malatiná ein Untertanendorf im Herrschaftsgebiet der alten Liptauer Burg, später war das Dorf Besitz der Familien Kubínyi, Szentannay, Bobrovnícky und Dobák. Der nach walachischem Recht gegründete Teil des Ortes gehörte zum Herrschaftsgebiet der Arwaburg. 1626 wohnten in Malatiná circa 200 Einwohner, im 17. und frühen 18. Jahrhundert büßte jedoch Malatiná wegen Kuruzenaufständen und sogenannten „gefrorenen Jahren“ Einwohner ein. 1715 hatte die Ortschaft 180 Einwohner, die vorwiegend als Landwirte beschäftigt waren. Anfang des 19. Jahrhunderts bestand kurz ein Eisenerzabbaubetrieb.
Bis 1918 gehörte der im Komitat Arwa liegende Ort zum Königreich Ungarn und kam danach zur Tschechoslowakei beziehungsweise heute Slowakei.

## Bevölkerung
| Jahr                | 1994 | 2004    | 2014    | 2024    |
| ------------------- | ---- | ------- | ------- | ------- |
| Anzahl der Personen | 855  | 824     | 815     | 819     |
| Unterschied         |      | −3,62 % | −1,09 % | +0,49 % |

| Jahr                | 2023 | 2024    |
| ------------------- | ---- | ------- |
| Anzahl der Personen | 820  | 819     |
| Unterschied         |      | −0,12 % |

Gemäß der Volkszählung 2011 wohnten in Malatiná 837 Einwohner, davon 832 Slowaken, zwei Russen sowie jeweils ein Magyare und Rom. Ein Einwohner machte keine Angabe zur Ethnie.
819 Einwohner bekannten sich zur römisch-katholischen Kirche, acht Einwohner zur Evangelischen Kirche A. B., zwei Einwohner zur orthodoxen Kirche sowie jeweils ein Einwohner zur Bahai-Religion und zur griechisch-katholischen Kirche. Vier Einwohner waren konfessionslos und bei zwei Einwohnern wurde die Konfession nicht ermittelt.

## Bauwerke
- römisch-katholische Kirche im klassizistischen Stil aus dem Jahr 1804